# Václav Pražák
Václav Pražák (1830 – 1907) byl rakouský politik české národnosti z Čech, poslanec Českého zemského sněmu.

## Biografie
Profesí byl obchodníkem. V roce 1877 se uvádí jako poštmistr. V roce 1869 byl zvolen do funkce okresního starosty v Jaroměři.
V 70. letech se zapojil do vysoké politiky. V doplňovacích volbách v roce 1874 byl zvolen na Český zemský sněm, kde zastupoval kurii venkovských obcí, obvod Dvůr Králové, Jaroměř. Patřil k Národní straně (staročeské). Čeští poslanci tehdy praktikovali politiku pasivní rezistence (bojkotu sněmu), takže na práci sněmu se fakticky neúčastnil, byl pro absenci zbaven mandátu a manifestačně znovu zvolen. Takto uspěl v doplňovacích volbách roku 1875. V doplňovacích volbách roku 1876 v tomto obvodu ovšem uspěl německý kandidát Wilhelm Alter. Na sněm se vrátil v doplňovacích volbách roku 1881, kdy nahradil opět Altera. Nyní již staročeští poslanci aktivně své mandáty převzali. Uspěl zde i v řádných volbách v roce 1883.